# Antechinus agilis
Antechinus agilis är en pungdjursart som beskrevs av Dickman, Parnaby, Crowther och Phillip Parker King 1998. Den ingår i släktet pungspetsekorrar och familjen rovpungdjur. Internationella naturvårdsunionen (IUCN) kategoriserar arten globalt som livskraftig. Inga underarter finns listade.
Artepitetet i det vetenskapliga namnet är det latinska ordet agilis (rörlig).
Pungdjuret förekommer i södra Australien i delstaterna Victoria och New South Wales och vistas där i låglandet samt i upp till 2 000 meter höga bergstrakter. Habitatet utgörs av olika slags skogar och hedområden.

## Bildgalleri

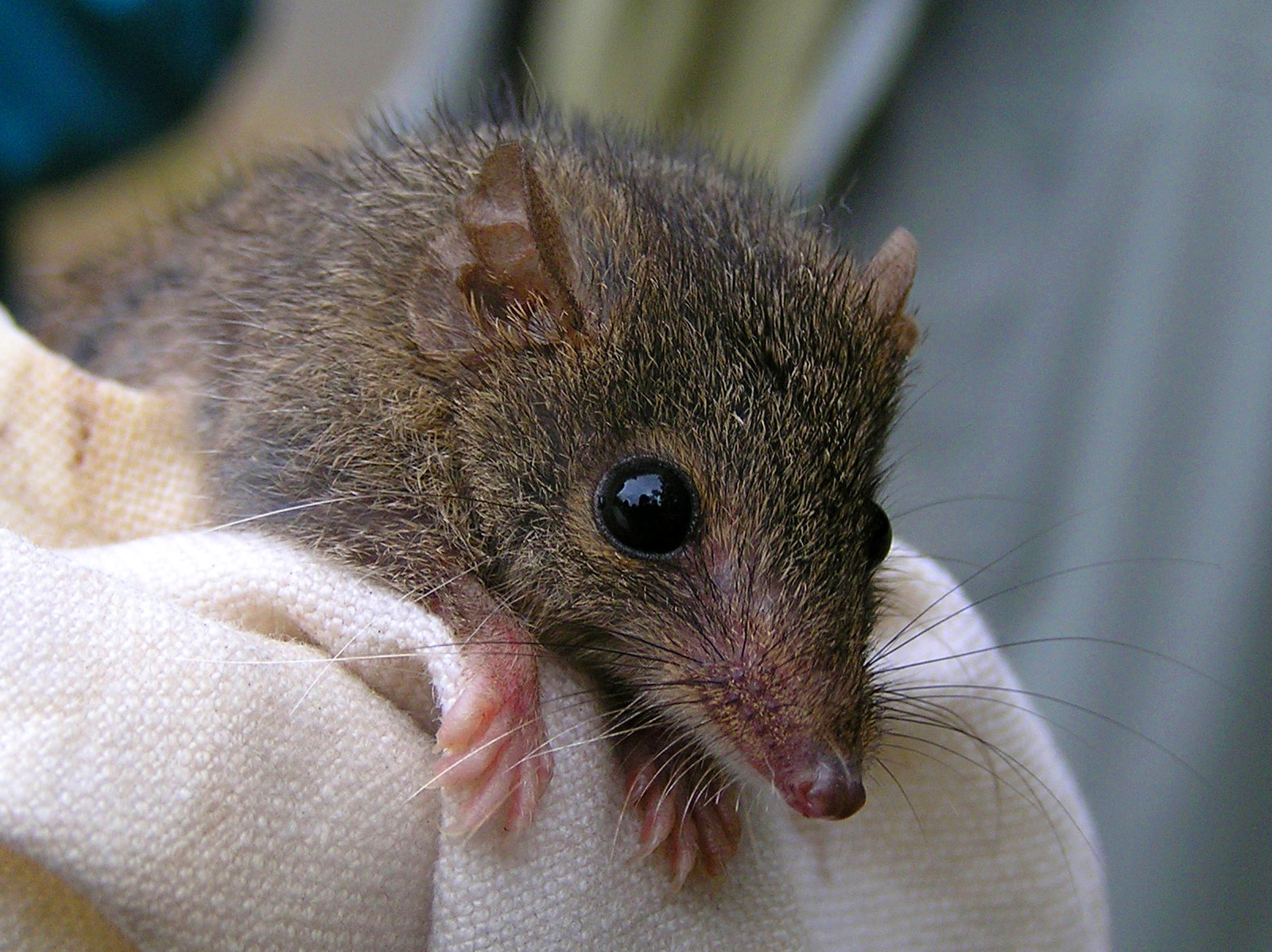
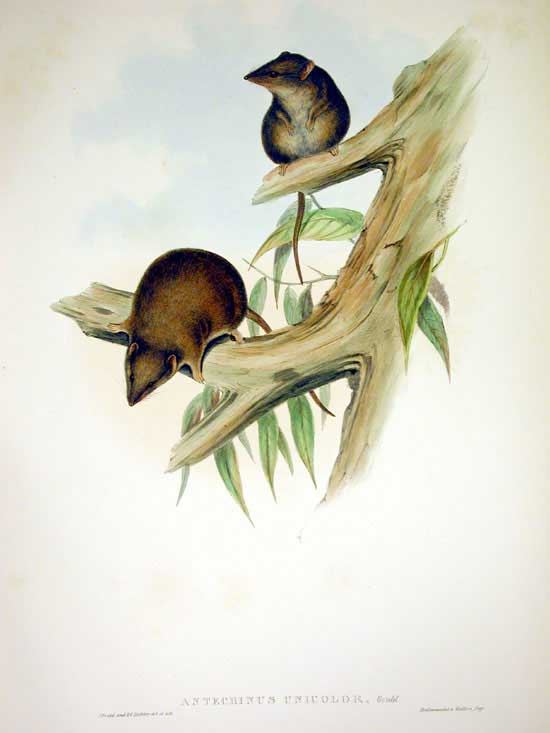
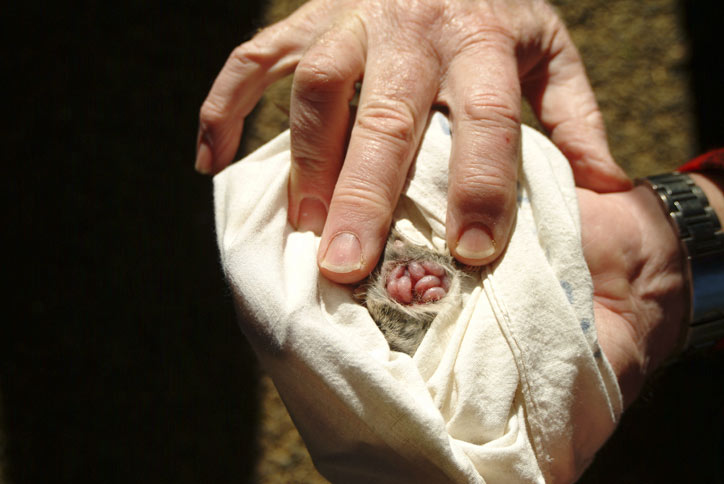